# ALPEN-Methode
Die ALPEN-Methode ist im Zeitmanagement ein Organisationsmittel, das die Arbeitsabläufe einer Zeitplanung unterwirft.

## Allgemeines
„Zeit ist Geld“ soll in der Arbeitswelt ausdrücken, dass die Arbeitszeit grundsätzlich knapp ist und deshalb als Engpassfaktor einer genauen Terminplanung zu unterziehen ist. Aus diesem Grund sei gesparte Zeit wie gespartes Geld. Die Erkenntnisse des Zeitmanagements können auf die Freizeit (hier ist das Zeitmanagement ein Selbstmanagement) übertragen werden.

## Inhalt

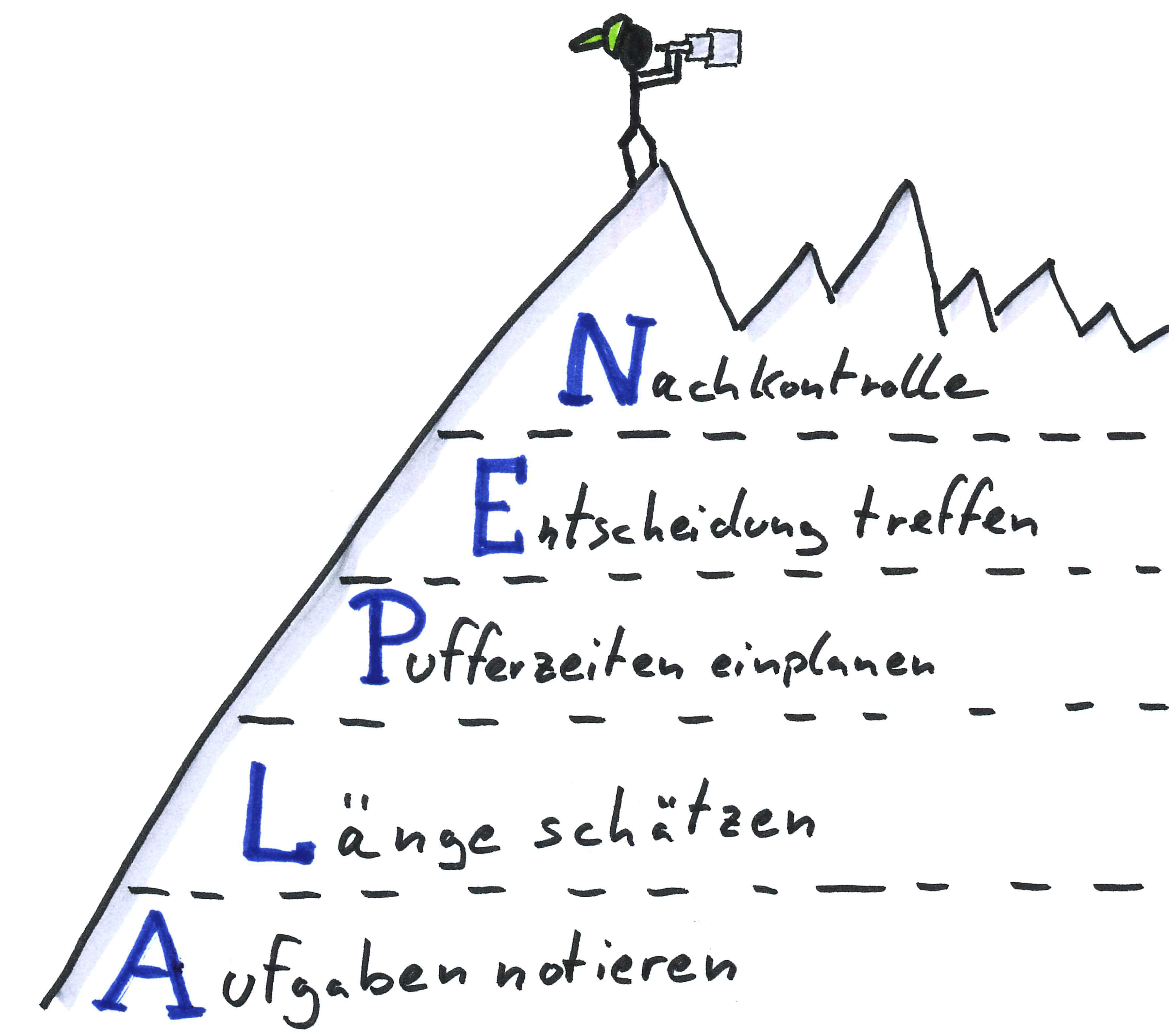
Grafische Darstellung der ALPEN-Methode

Urheber der ALPEN-Methode ist Lothar Seiwert, der sie 1995 als „Wertanalyse der Zeitverwendung“ definierte.
Dabei steht die Abkürzung ALPEN für:
- Aufgaben, Termine und geplante Aktivitäten notieren;
- Länge schätzen;
- Pufferzeiten einplanen;
- Entscheidungen treffen;
- Nachkontrolle durchführen.

Seiwert verlangt die Schriftform des Zeitplans, damit jeder die Ernsthaftigkeit und Endgültigkeit erkennen kann und hierdurch eine Visualisierung stattfindet.

### Aufgaben definieren
Bei diesem ersten Arbeitsschritt werden in Form einer einfachen To-do-Liste – ohne Rücksicht auf die Rangfolge – die anstehenden Aufgaben für den nächsten Tag zusammengestellt. Dieses sollte mindestens einen Tag vorher geschehen. Wenn etwas am Vortag nicht erledigt werden konnte, wird dies für den nächsten Tag oder später berücksichtigt. Besonders zeitkritische Aufgaben – deren Zeitdauer schwer abzuschätzen ist – wie Besprechungen, Konferenzen, Tagungen, Telefonate oder Verhandlungen sollten vorher mit einer „Tagesordnung“ strukturiert werden.

### Länge schätzen
Beim zweiten Arbeitsschritt werden die voraussichtlichen Zeitspannen für jede Aufgabe abgeschätzt. Dabei ist bedeutsam, dass
- der Zeitaufwand realistisch eingeschätzt wird, und dass dabei auf Erfahrungen zurückgegriffen wird;
- der voraussichtliche Zeitaufwand nicht zu knapp bemessen wird,
- ein Zeitlimit gesetzt wird und
- Termine mit genauen Uhrzeiten notiert werden.

Die sich hieraus ergebende Zeitspanne muss als Mindestdauer eingestuft werden, die noch keine Reserven für unerwartete Unterbrechungen oder Verzögerungen beinhaltet.

### Pufferzeiten einplanen
Da niemand und kein Arbeitsplatz vollkommen frei von Störungen von außen und innen sind, sollte man nicht davon ausgehen, dass die für eine Aufgabe veranschlagte Sollzeit auch vollständig zur Bewältigung der Aufgaben verfügbar ist. Ohne Pufferzeiten einzuplanen, also Reservezeiträume vorzusehen, in denen keinerlei Aktivitäten geplant sind, können unerwartete Störungen zeitlich nicht aufgefangen werden und führen zur Verspätung, die sich auf den Beginn nachfolgender Termine auswirken wird (Dominoeffekt).

### Entscheidungen treffen
Die wichtigste Aufgabe bei diesem Arbeitsschritt besteht im Setzen von Prioritäten. Dies kann auf verschiedene Art und Weise geschehen. Ob nach dem Prinzip Eisenhower, ABC oder einer anderen Planungsart, sollten die Aufgaben betrachtet und konsequent behandelt werden. Auch wenn am Ende des Tages noch Zeit wäre, sollten vorher delegierte Aufgaben nicht selbst erledigt werden. Besser sollte man dieses Wissen in die nächsten Tagesplanungen aufnehmen und dafür mehr „A“-Aufgaben erledigen. Der Entscheidungsträger sollte für seine Entscheidungen ausreichend Zeit einplanen, um die Zielkonformität jeder Handlungsalternative sorgfältig prüfen zu können und alle Auswirkungen seiner Entscheidung ins Kalkül ziehen zu können.

### Nachkontrolle
Nicht nur eine Kontrolle der einzelnen Ergebnisse, sondern auch eine Kontrolle der Planung sollte erfolgen (Soll-Ist-Vergleich). Hierbei sollte die Genauigkeit der Planung überprüft werden und gegebenenfalls in zukünftige Planungen einfließen. Die erneute Kontrolle aller nicht am Tag erledigten Aufgaben und deren Erfüllungsgrad kann schon eventuell vergessene oder doch nicht ganz erledigte absichern. Offene Aufgaben müssen dann noch in die Planung für den nächsten Tag aufgenommen werden.

## Arbeitsorganisation
In der Arbeitsorganisation wird davon ausgegangen, dass lediglich bis zu 60 % der Arbeitszeit verplant werden sollten, während der Rest als Pufferzeit für unvorhergesehene Tätigkeiten zu reservieren sei. Dennoch kann es trotz Anwendung der 60:40-Regel dazu kommen, dass die Zeit für die Erledigung bestimmter Aufgaben nicht ausreicht. Ursache hierfür kann zum Beispiel der Verlauf der Arbeitskurve sein. Daher sollten stets die wichtigen Aufgaben innerhalb des Leistungshochs erledigt werden und ausreichend Arbeitspausen in einer Tagesplanung zur Verfügung stehen.
Entstehender Zeitdruck kann durch weitere Organisationsmittel wie (elektronische) Terminkalender, Terminplaner oder Zeitpläne gemildert oder verhindert werden.